# Матлюбов, Баходыр Ахмедович
Баходыр Ахмедович Матлюбов (узб. Баҳодир Аҳмедович Матлюбов; род. 10 марта 1952 года, Самарканд)  —бывший (6 января 2006 года по 14 декабря 2013 года) министр внутренних дел Республики Узбекистан, с 20 декабря 2016 года начальник Академии МВД Узбекистана.

## Биография
Его отец Ахмед Матлюбов был начальником ОБХСС и ОУР Самаркандского управления внутренних дел в начале 1980-х годов. После окончания химического факультета Самаркандского государственного университета в 1973 году начал работу в органах внутренних дел с должности инспектора уголовного розыска Городского отдела Внутренних Дел Самаркандской области. В 1983 году окончил юридический факультет Самаркандского государственного университета, одновременно обучаясь на юридическом факультете с 1978 по 1983 годы.
- 1973—1978 — оперуполномоченный, старший оперуполномоченный отдела уголовного розыска Управления внутренних дел Самаркандской области.
- 1978—1983 — заместитель начальника отдела уголовного розыска Управления внутренних дел Самаркандской области.
- 1983—1989 — Начальник Отдела Внутренних Дел Сиабского района.
- 1989—1990 — заместитель начальника Управления внутренних дел Самаркандской области.
- 1990—1994 — Начальник ОВД города Самарканда.
- 1994—1997 — Начальник Управления внутренних дел Бухарской области.
- 1997—2004 — первый заместитель Министра внутренних дел Узбекистана. Одновременно — председатель Государственной комиссии по переселению жителей высокогорных кишлаков и заместитель председателя межведомственной комиссии по изучению законности деятельности религиозных общин, течений и групп.
- 2004—2006 — председатель Государственного таможенного комитета Республики Узбекистан.
- С 6 января 2006 года по 14 декабря 2013 года — Министр внутренних дел Республики Узбекистан.
- 13 декабря 2013 года был отправлен на пенсию по состоянию здоровья, однако 20 декабря 2016 года вернулся на службу в качестве начальника Академии МВД[2].
- В 2001 году получил звание Генерал-лейтенанта.
- С 2004 года по 2013 годы являлся постоянным членом совета безопасности при Президенте Республики Узбекистан.
- 12 декабря 2021 года назначен на должность советника начальника Академии МВД.
- Награжден орденами «Шон-Шараф» 1 и 2 степени[3][4] и орденом «Мехнат Шухрати» (2012)[5].